# Caer

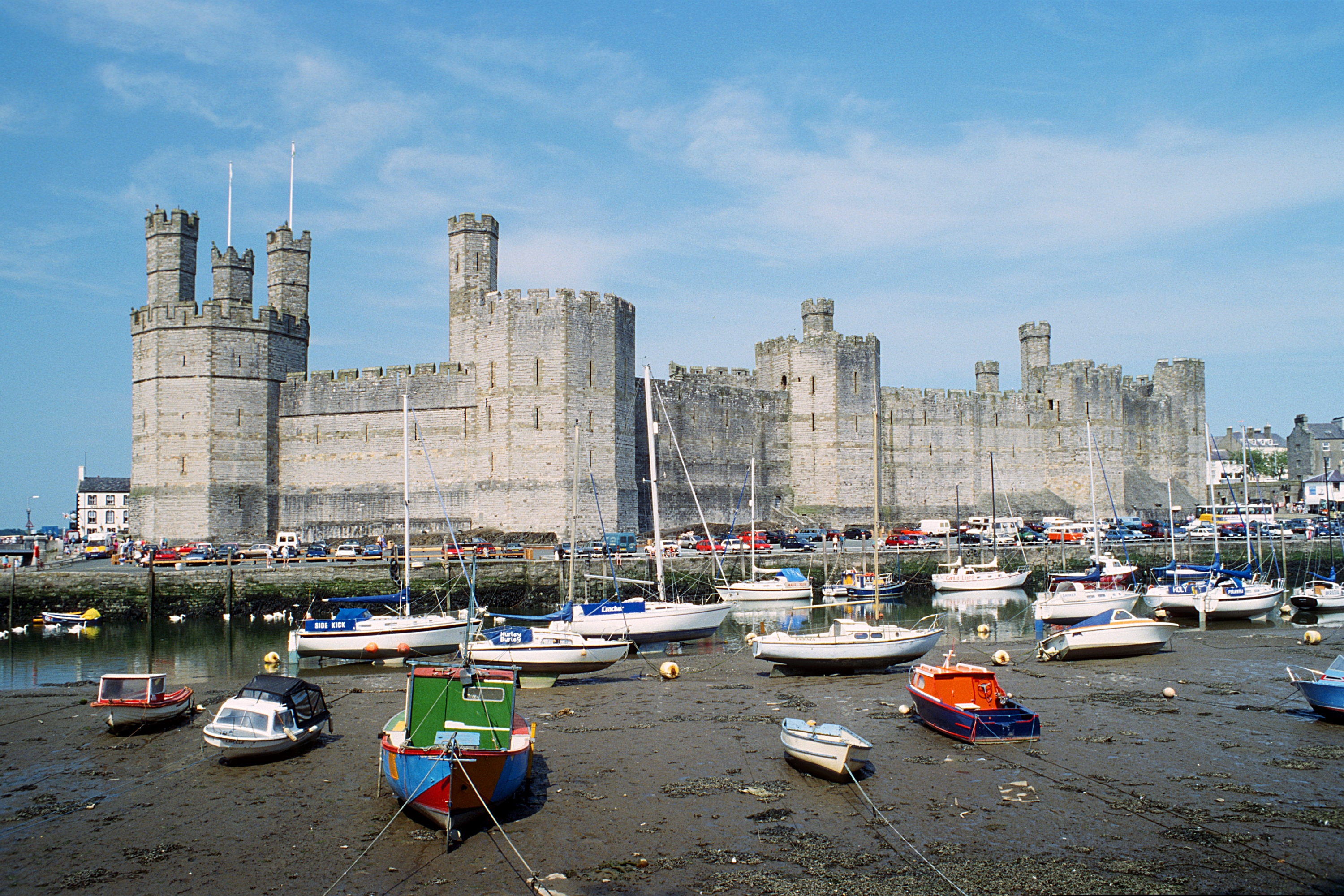
Castelo de Caernarfon, é agora conhecido em galês como Castell Caernarfon.

Caer (Galês antigo: cair ou kair) é um nome de um elemento de localização geográfica em galês que significa "baluarte", "fortaleza" ou "cidadela", aproximadamente equivalente ao sufixo inglês antigo atualmente com escritos variados como: -caster, -cester, e -chester.  Na ortografia galesa moderna, "caer" é geralmente escrito como um prefixo, embora tenha sido anteriormente - particularmente em latim - escrito como uma palavra separada.